# Morinda (ort i Indien)
Morinda är en ort i Indien.   Den ligger i distriktet Rupnagar och delstaten Punjab, i den norra delen av landet, 250 km norr om huvudstaden New Delhi. Morinda ligger 284 meter över havet och antalet invånare är 23 536.
Terrängen runt Morinda är mycket platt. Runt Morinda är det tätbefolkat, med 591 invånare per kvadratkilometer. Närmaste större samhälle är Sirhind, 19,6 km sydväst om Morinda. Trakten runt Morinda består till största delen av jordbruksmark.